# Txàmzinka (Mordòvia)
|  | Per a altres significats, vegeu «Txàmzinka». |

Txàmzinka (en rus: Чамзинка) és un poble de la República de Mordòvia, a Rússia, segons el cens del 2010 tenia 25 habitants, pertany al municipi d'Atiàixevo.